# کردزار
کردزار، روستایی از توابع بخش مرکزی شهرستان شهریار در استان تهران ایران است.

## تاریخچه
در جلد یکم فرهنگ جغرافیائی ایران درباره این روستا اینگونه آمده است:کردزار دهی جز بخش شهریار شهرستان تهران است، ۳/۵ کیلومتری باختر علیشاه‌عوض ۲ کیلومتری جنوب راه فرعی علیشاه‌عوض به شهرآباد در جلگه و با آب و هوای معتدل.دارای ۴۸۴ سکنه شیعه مذهب، زبان فارسی و ترکی. دارای آب از قنات و رود کرج. محصولات غلات و چغندر و باغات، شغل زراعت، دارای راه ماشین‌رو دهکده ویلایی.

## جمعیت
این دهکده ویلایی در شهرستان شهریار و در بخش مرکزی قرار دارد و براساس سرشماری مرکز آمار ایران در سال ۱۳۸۵، جمعیت آن ۳٬۱۱۰ نفر (۸۱۵خانوار) بوده‌است.
این دهکده ویلایی بهترین منطقه و سرسبزترین منطقه غرب استان تهران می‌باشد که نام این شهرستان در سال 1396 در شورای عالی وزارت کشور به نگین سرسبز استان تهران انتخاب شد. از محصولات کشاورزی این روستا میتوان تولید بهترین میوه‌های تابستانی از جمله گوجه سبز ، هلو ، شلیل ، سیب ، گلابی ، گردو ، زرد آلو و... را اشاره نمود که از نظر طعم و کیفیت در بالاترین سطح نسبت به سایر باغات استان تهران می‌باشد، از مزایای دیگر این روستا میتوان به بالا بودن سطح آب‌های زیر زمینی این روستا اشاره کرد که به خاطر داشتن آب‌های سطحی و زیر زمینی خوب توانسته باغات خوبی نسبت به سطح استان پرورش دهد.